# 희망의한국신당
희망의한국신당(希望의韓國新黨)은 2000년 2월 15일에 창당되어 2001년 10월 20일에 해체된 대한민국의 보수주의 정당이다. 약어로 한국신당(韓國新黨)이라고도 한다.

## 역사
총재를 두지 않는 대신 7인 이내 위원으로 구성되는 중앙집행위원회를 두고 연장자가 의장직을 맡도록 하는 당헌.당규를 마련했다. 창당 선언문에 "정치 개혁의 근본은 절대 권력이 지배하는 정치 구조와 1인 보스 중심의 정당 구조를 바꾸는 일"이라고 밝히기도 했다. 2000년 2월 21일에 중앙선거관리위원회에 정당으로 정식 등록되었다.
2000년 4월 13일에 실시된 대한민국 제16대 국회의원 선거에서는 지역구 후보 21명, 전국구(비례대표) 후보 1명이 출마했으며 지역구에서 1석을 획득했다. 희망의한국신당의 유일한 당선자는 충청남도 보령시·서천군 선거구에서 당선되었고 중앙집행위 의장과 대표를 역임했던 자유민주연합 국회의원 출신 김용환(희망의한국신당 총재 서리 임시 직무대리) 후보였다. 이후 2001년 10월 20일에 유일한 당내 국회의원이자 대표였던 김용환이 당 해체를 선언하고 한나라당에 부총재로 합류하면서 소멸되었다.

## 역대 선거 결과
|  | 0.44% |

|  | 0.37% |

## 같이 보기
- 대한민국의 정치